# Mermerus
Mermerus is een geslacht van hooiwagens uit de familie Assamiidae.
De wetenschappelijke naam Mermerus is voor het eerst geldig gepubliceerd door Thorell in 1876. 

## Soorten
Mermerus omvat de volgende 2 soorten:
- Mermerus beccari
- Mermerus thorelli